# Alessandro Gamberini
Alessandro Gamberini (født 27. august 1981 i Bologna) er en italiensk forsvarsspiller, der spiller for Chievo i hjemlandet. Han står noteret for otte kampe for det italienske landshold.